# باغ‌وحش برانکس

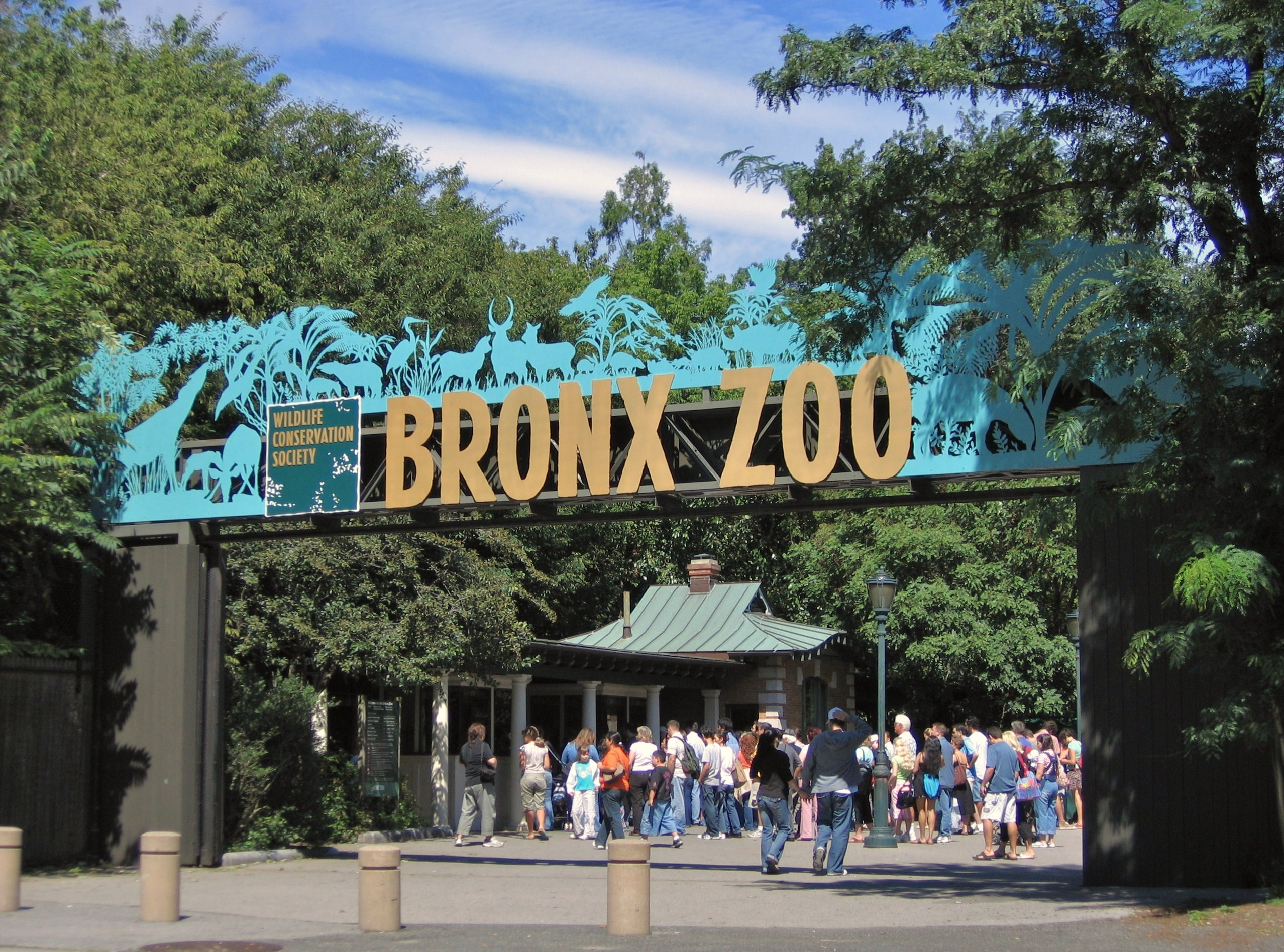
درب ورودی بخش جانوران آسیای

باغ‌وحش برانکس در ناحیه برانکس شهر نیویورک، داخل پارک برانکس واقع شده‌است. این باغ وحش بزرگترین باغ‌وحش شهری آمریکا می‌باشد. این باغ‌وحش ۱۱۷ هکتار وسعت دارد که از لحاظ علوم زیستی، قابل سکونت برای حیوانات می‌باشد. رود برانکس از میان این باغ‌وحش عبور می‌کند. باغ‌وحش برانکس بخشی از مجموعه‌ای است که این مجموعه شامل چهار باغ‌وحش و یک آکواریوم می‌باشد. این مجموعه زیر سرپرستی انجمن حفاظت منابع طبیعی و حیات‌وحش (WCS) می‌باشد. این باغ‌وحش تحت مجوز سازمان باغ‌وحش‌ها و آکواریوم‌ها (AZA) به فعالیت خود ادامه می‌دهد.

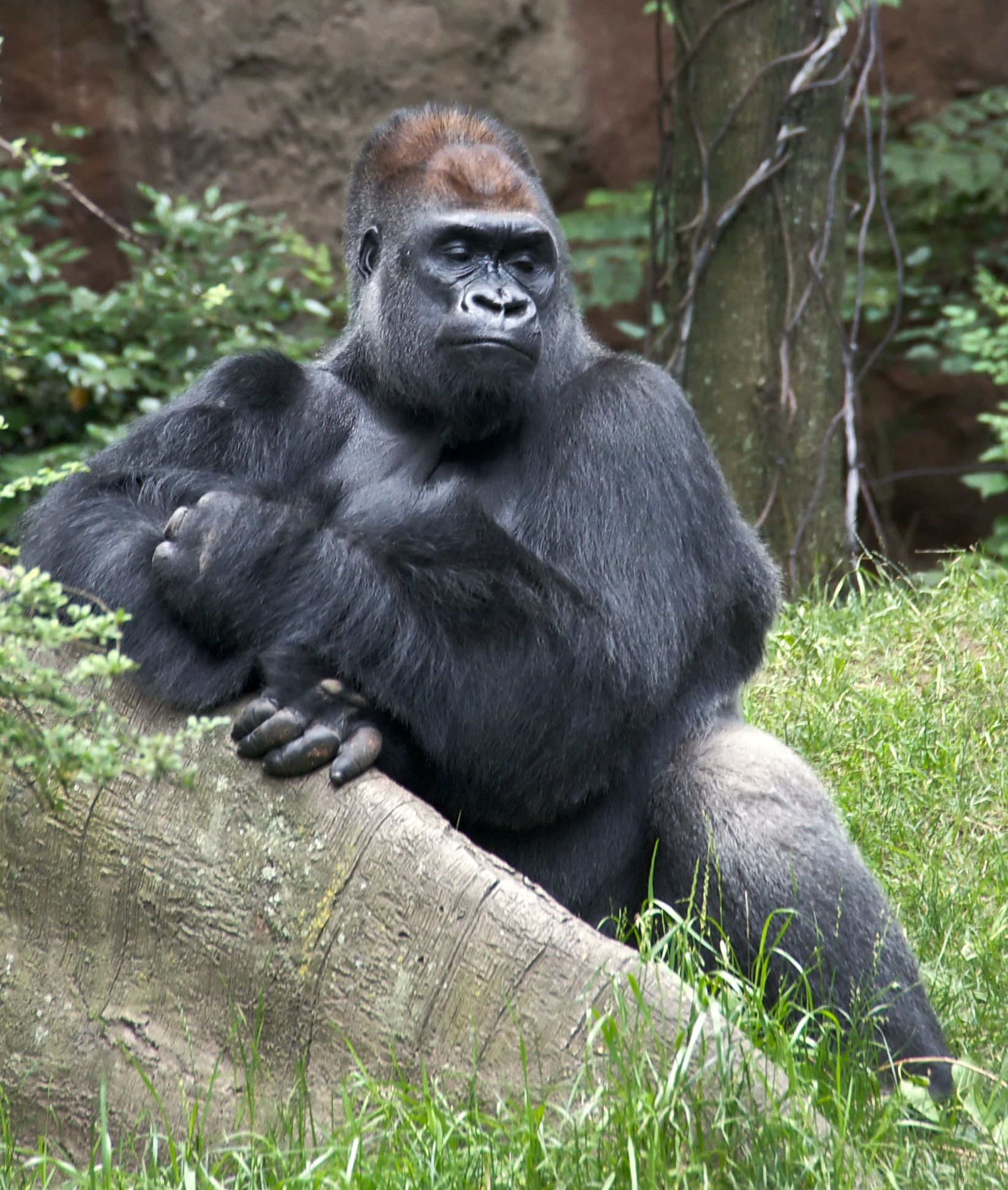
گوریلی در باغ‌وحش برانکس

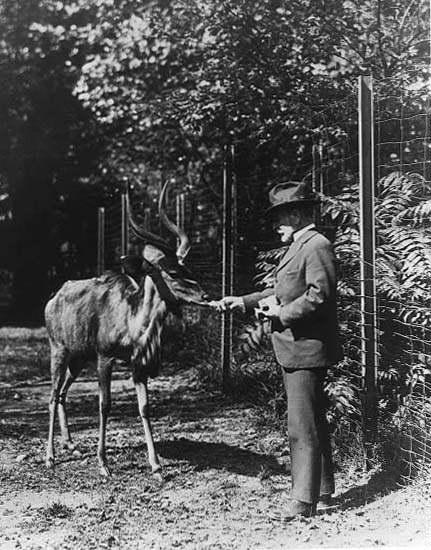
نخستین مدیر باغ‌وحش شخصی به نام ویلیام تمپل هورنادی بود.

## تاریخچه
دانشگاه فوردهام مالک زمین‌های باغ‌وحش برانکس و باغ گیاه‌شناسی نیویورک می‌باشد. دانشگاه فوردهام این زمین‌ها را با شرط این که از آن برای ایجاد باغ‌وحش و باغ گیاهان استفاده شود، به شهر نیویورک فروخت. در سال ۱۸۸۰، ایالت نیویورک این زمین‌ها را به منظور ایجاد فضای سبز و پارک برای آینده تخصیص داد. باغ‌وحش برانکس که نخست به بوستان جانورشناسی مشهور بود، در ۸ نوامبر ۱۸۹۹ با ۸۴۳ جانور در ۲۲ واحد نمایشی آغاز به کار کرد و مدتی هم انسانهای برده را در قفس به نمایش گذاشتند که معروف ترین آن داستان دردناک اوتا بنگا از قبیله کنگو است. نخستین مدیر باغ‌وحش ویلیام تمپل هورنادی بود. هینس و لافارگ نخستین طراحان ساختمان‌ها و دیگر جاهای باغ‌وحش بودند.

## دیدنی‌ها و جذابیت‌ها
در سال ۲۰۱۰(میلادی) باغ‌وحش برانکس منزلگاه بیش از ۴۰۰۰ حیوان در ۶۵۰ گونه بود. تعدادی از این جانوران در معرض تهدید و خطر می‌باشند. بخش‌های نمایشی باغ‌وحش ممکن است به صورت جغرافیایی یا به شکل نوع جاندار طبقه‌بندی شوند. به عنوان مثال در این باغ‌وحش بخشی به نام جهان پرندگان و بخش دیگری به نام جهان خزندگان وجود دارد. همچنین بخشی به نام حیوانات آفریقایی و بخش دیگری به نام حیوانات آسیایی موجود است.

### فضای باز
در بخش حیوانات دشت‌های آفریقا، بازدیدکنندگان می‌توانند از کنار شیرها، لک‌لک‌ها، گورخرها، بزهای کوهی، و زرافهها عبور کنند و گله‌های حیوانات متنوع را مشاهده کنند.